# Felix Mießl

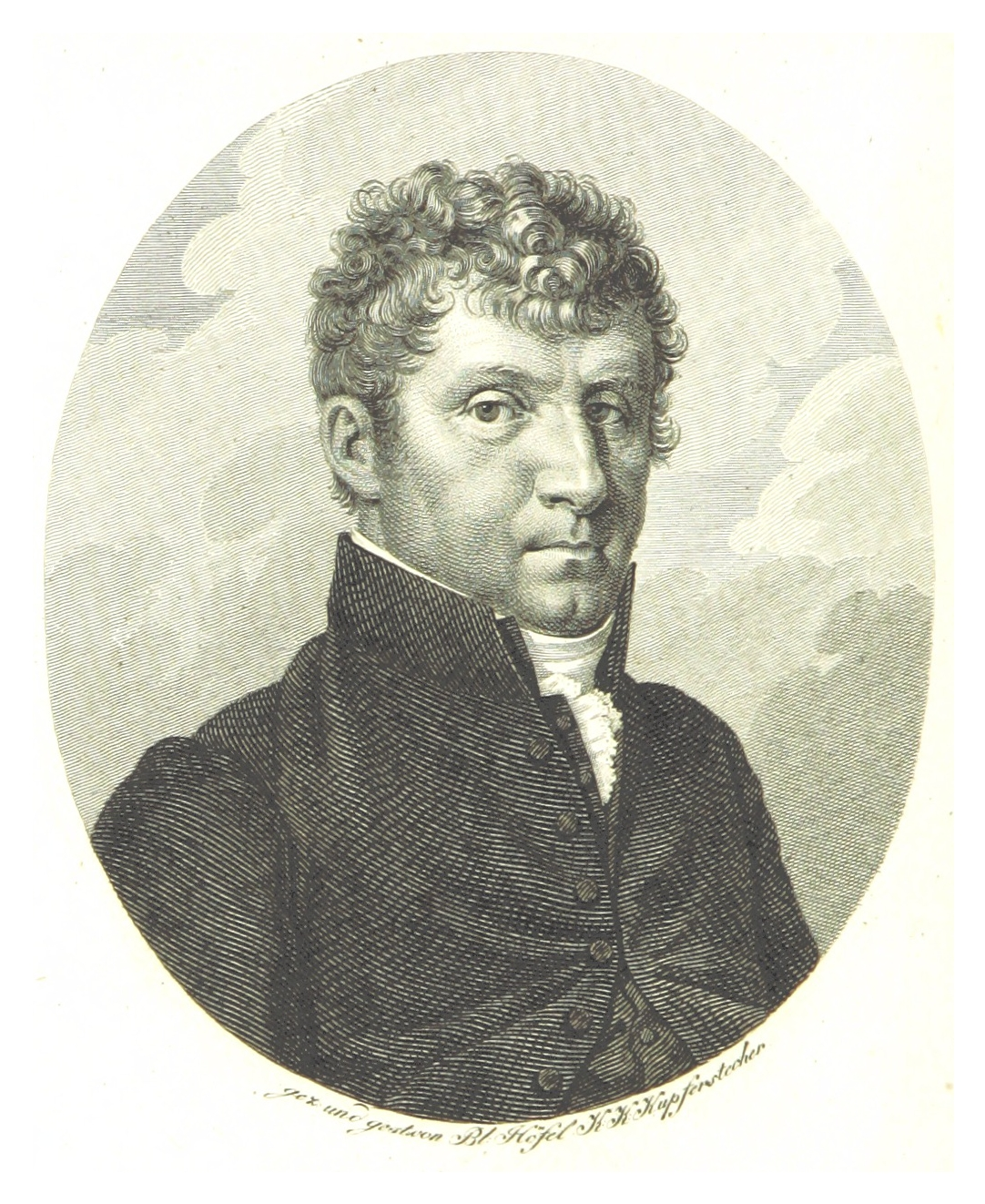
Felix Mießl 1830 von Blasius Höfel

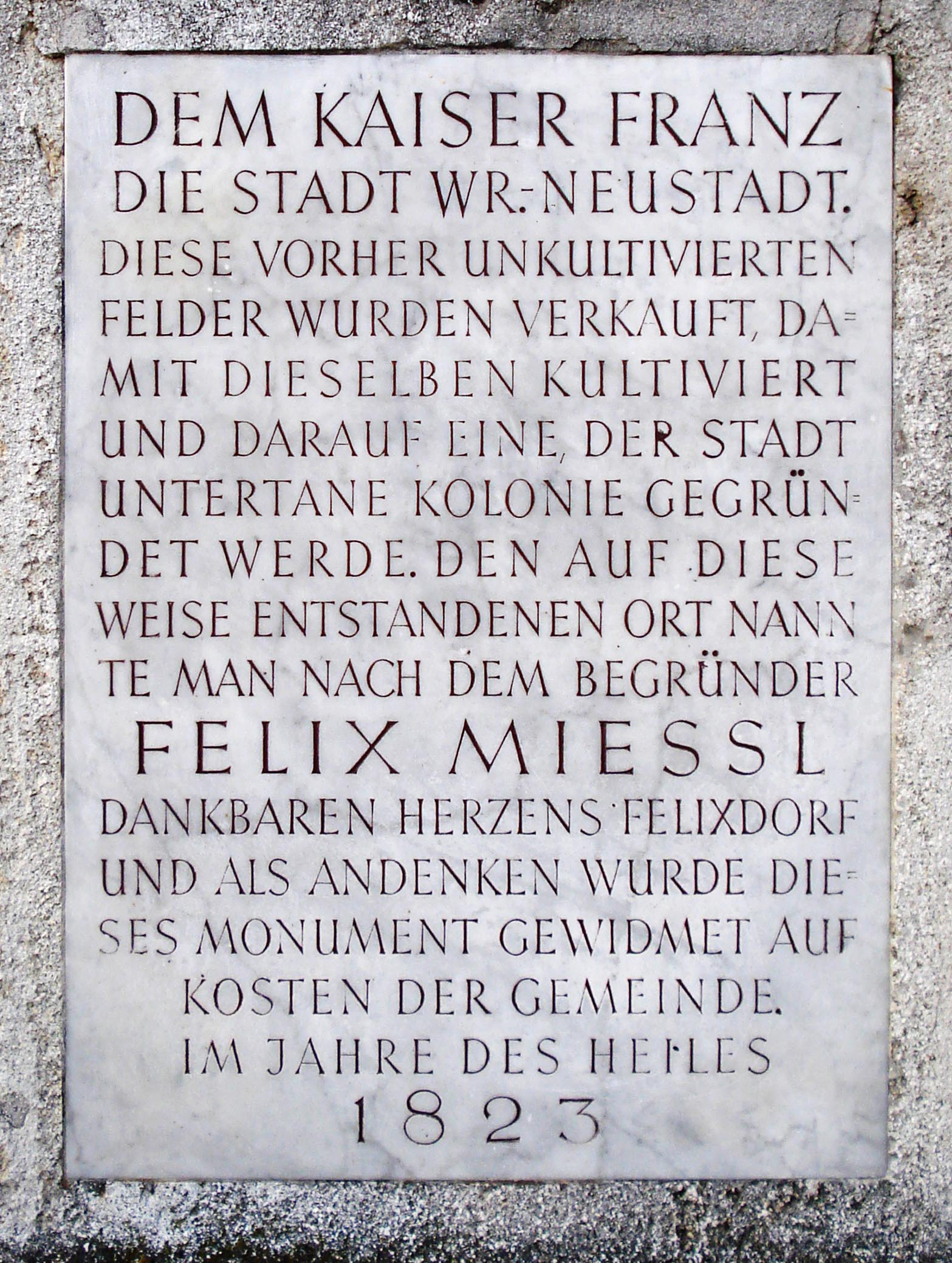
Gedenktafel

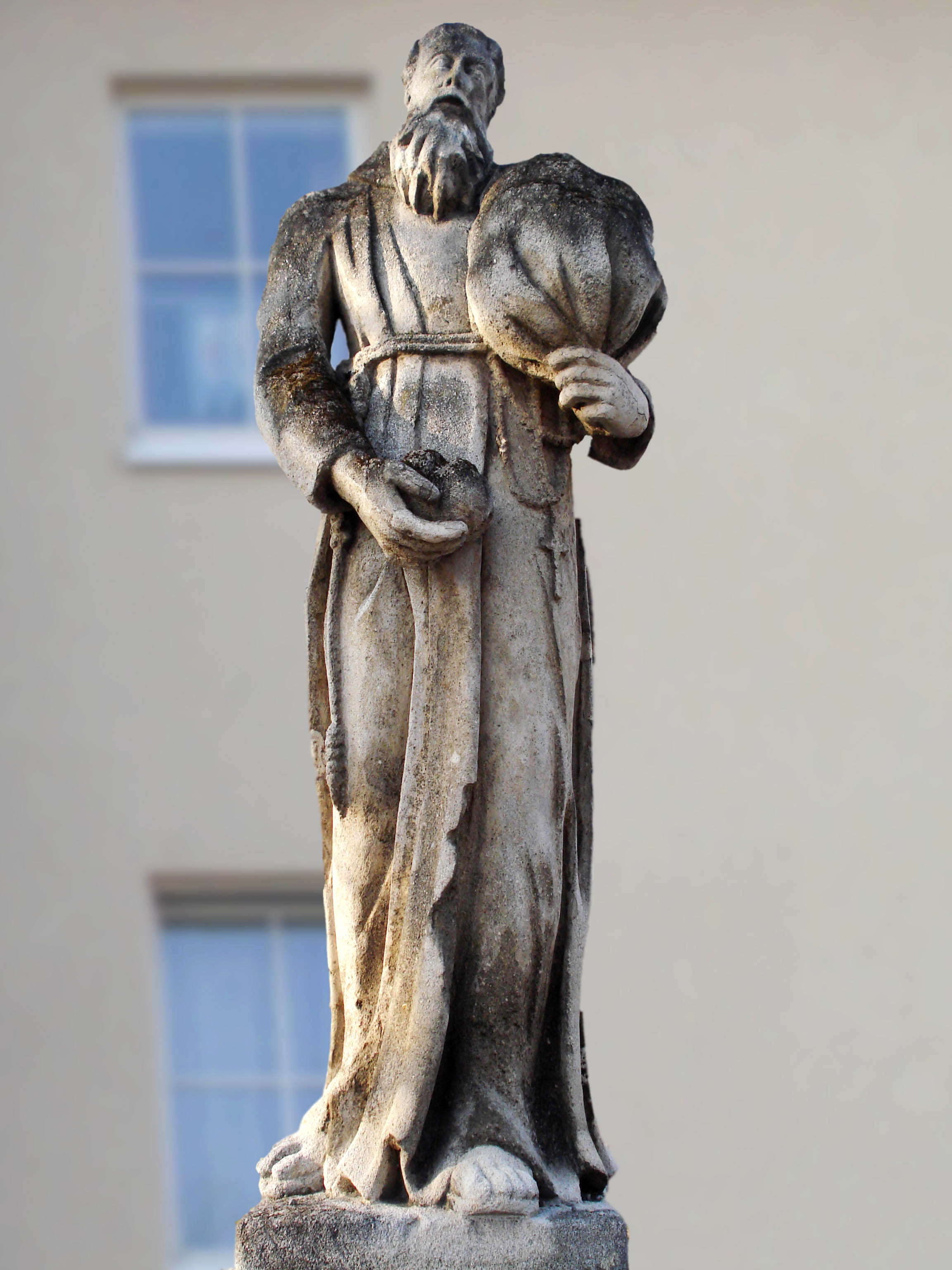
Statue des hl. Felix in Felixdorf

Felix Franz Anton Mießl, (auch Miesl, Miessl), seit 1836 Edler von Treuenstadt (* 10. Juli 1778 in Platten, Böhmen; † 13. April 1861 in Wiener Neustadt) war ein österreichischer Staatsbeamter, Bürgermeister von Wiener Neustadt und Gründer der niederösterreichischen Gemeinde Felixdorf.

## Leben
Felix Mießl wurde in der böhmischen Bergstadt Platten im Erzgebirge geboren. Seine Eltern waren der Bürgermeister Joseph Ignaz Miesl und dessen Ehefrau Maria Veronica geb. Horbach. Sein Onkel war der Oberamtsverwalter und Bergrichter Johann Nepomuk Mießl.
Mießl lebte in jungen Jahren in Wien und erteilte dort Privatunterricht, darunter um 1800 bei dem späteren Komponisten Carl Czerny, der ihn in seinen Erinnerungen ausdrücklich als einen seiner Lehrer benennt. Nach beendeten Studium trat er im Jahre 1801 in den öffentlichen Dienst des Grundbuchamtes Wien ein. 1807 wurde er als Beamter bei der niederösterreichischen Staatsgüteradministration angestellt.
1809 übernahm er das Amt des Verwalters der Herrschaft Mariazell und 1810 der Herrschaft Neustadt. Während der Kampfhandlungen um Mariazell verhinderte er Plünderungen durch die Franzosen. Da er sich den Lieferungsforderungen an das französische Heer widersetzte wurde er gefangen genommen und erkrankte folglich an den schlechten Haftbedingungen.
1816 wurde er vom Kaiser zum Bürgermeister von Wiener Neustadt ernannt. Unter anderem errichtete er dort ein Armenhaus und trieb den Bau einer wichtigen Straßenverbindung nach Pöttsching voran. Als die Stadt im Jahre 1834 durch eine Feuersbrunst eingeäschert wurde, versuchte er aufopferungsvoll den Notstand der schwer getroffenen Bürger zu mildern und gründete eine Kreisamts-Kommission zum Wiederaufbau der schwer verwüsteten Stadt. Zu seinen Leistungen zählt insbesondere die Gründung der Gemeinde Felixdorf.
Im Jahre 1836 erhob ihn Kaiser Ferdinand I. für seine Verdienste mit dem Prädikat Edler von Treuenstadt in den erblichen Adelsstand. Am 10. August 1848 wurde er nach 15-jähriger Leistung im Staatsdienst und nach 32-jährigen Bekleidung des Bürgermeisteramtes im 70. Lebensjahr in den Ruhestand versetzt und mit der großen goldenen Ehrenmedaille ausgezeichnet. Felix Mießl starb am 13. April 1861 in Wiener Neustadt und hinterließ einen Sohn gleichen Namens.

## Ehrungen
Am 23. Juni 1823 wurde im Beisein Mießls auf dem Dorfplatz von Felixdorf eine Statue des hl. Felix enthüllt.

## Wappen
Von Gold und Schwarz geviertetes Schild. 1 und 4: in Gold auf grünem Rasen eine aus natürlichen Quadersteinen erbaute gezinnte Mauer mit offenem Thore, dessen Schutzgitter zur Hälfte herabgelassen ist. An jeder Seite des Tores ist eine Schießscharte angebracht. Über der Mauer ragen nebeneinander zwei ebenfalls aus natürlichen Quadern erbaute runde Türme empor, deren jeder mit drei Zinnen und einem verschlossenen Fenster versehen ist; 2: in Schwarz ein aus der Schildesteilung hervorwachsender Jüngling in langem blauen Rocke, mit rotem Gürtel, das Haupt mit einem grünen zugerundeten Hute mit breiten Krempen bedeckt, in der Rechten einen silbernen Streitkolben schwingend, die Linke in die Hüfte stützend; 3: in Schwarz ein goldener rechtsgekehrter Halbmond, von fünf goldenen, in drei Reihen zu Einem und Zweien gestellten Sternen begleitet. Auf dem Schilde ruht ein offener goldgekrönter Turnierhelm, auf dessen Krone ein goldener doppeltgeschwänzter rechtsgekehrter Löwe steht, mit ausgeschlagener roter Zunge, in der rechten Vorderpranke ein blankes Schwert an goldenem Gefäße, zum Streiche geschwungen emporhaltend. Die Helmdecken sind zu beiden Seiten schwarz, mit Gold belegt.